# La Grande Peur dans la montagne
Pour l'adaptation, voir La Grande Peur dans la montagne (téléfilm, 2006).
La Grande Peur dans la montagne est un roman de Charles-Ferdinand Ramuz (1878 - 1947), publié en 1926.
Charles-Ferdinand Ramuz a écrit La Grande Peur dans la montagne pour explorer les aspects psychologiques et sociaux de la peur au sein d'une communauté isolée [réf. nécessaire]. Le roman examine comment la peur peut se propager, affectant les individus et la communauté dans son ensemble. Ramuz utilise le contexte montagnard pour créer une atmosphère mystique et effrayante qui intensifie les émotions des personnages.
Le livre ne se concentre pas sur une dénonciation spécifique [réf. souhaitée], mais il met en lumière les réactions humaines face à l'inconnu, à l'étrange et à l'inexplicable. Ramuz explore comment la peur peut influencer les croyances, les comportements individuels et les relations communautaires. Certains critiques considèrent que le roman est une métaphore de la société suisse de l'époque, marquée par des changements économiques, sociaux et culturels, et que la peur dans le livre reflète les tensions et les appréhensions de la population[réf. souhaitée].
En résumé, Ramuz a écrit ce livre pour examiner la nature de la peur collective et ses implications sur la vie individuelle et communautaire, plutôt que pour dénoncer un problème spécifique[réf. nécessaire].

## Historique
Le roman connaît une pré-publication, en six livraisons, dans La Revue hebdomadaire du 20 juin au 1er août 1925, à Paris. Il est publié l'année suivante en volume chez Grasset.

## Éditions en français
- La Grande Peur dans la montagne, volume publié par Grasset en janvier 1926, à Paris.
- La Grande Peur dans la montagne, encres de Guy Toubon, postface de Stéphane Pétermann, Infolio éditions, coll. Maison neuve, 2018, 320 p.  (ISBN 9782884749718)

## Adaptation
- 1966 : La Grande Peur dans la montagne, téléfilm français réalisé par Pierre Cardinal, avec Jean Franval et Marie-Christine Barrault
- 2006 : La Grande Peur dans la montagne, téléfilm de franco-suisse réalisé par Claudio Tonetti.  Ce téléfilm est notamment diffusé en 2006 sur TSR et en 2008 sur France 3.  Parmi les acteurs, on retrouve Jean-Baptiste Puech,  Jean-Luc Bideau, Jérémie Covillault et Antoine Basler.